# 井上宏之
井上 宏之（いのうえ ひろゆき、1976年11月26日 - ）は日本の声優。所属事務所はキャラ。和歌山県出身。大阪コミュニケーションアート専門学校卒業。

## 主な出演作品

### ナレーション
- DAIGOも台所〜きょうの献立何にする?〜（ソルトさん）

### 吹き替え
- 結婚って、幸せですか（ハオ・カンダー）